# 特雷兰
特雷兰（法語：Trelins）是法国卢瓦尔省的一个市镇，位于该省西部，属于蒙布里松区。该市镇总面积8.09平方公里，2015年时的人口为648人。

## 交通
卢瓦尔省省道D6线、D8线、D20线和D20.1线经过境内。

## 人口
特雷兰人口变化图示